# Rhinocypha sanguinolenta
Rhinocypha sanguinolenta – gatunek ważki z rodziny Chlorocyphidae.